# Labuhan Haji
Labuhan Haji (indonez. Kecamatan Labuhan Haji) – kecamatan w kabupatenie Aceh Selatan w okręgu specjalnym Aceh w Indonezji.
Kecamatan ten znajduje się w północnej części Sumatry, nad Oceanem Indyjskim. Od północy graniczy z kecamatanem Labuhan Haji Barat, a od południa z kecamatanem Labuhan Haji Timur. Przebiega przez niego droga Jalan Lintas Sumatrea.
W 2010 roku kecamatan ten zamieszkiwało 11 823 osób, z których 2 249 stanowiło ludność miejską, a 9 574 ludność wiejską. Mężczyzn było 5 685, a kobiet 6 138. 11 820 osób wyznawało islam.
Znajdują się tutaj miejscowości: Apha, Bakau Hulu, Cacang, Dalam, Hulu Pisang, Kota Palak, Lembah Baru, Manggis Harapan, Padang Bakau, Padang Baru, Pasar Lama, Pawoh, Pisang, Tengah Baru, Tengah Pisang, Ujung Batu.